# Gamasiphis elegantellus
Gamasiphis elegantellus är en spindeldjursart som beskrevs av Berlese 1910. Gamasiphis elegantellus ingår i släktet Gamasiphis och familjen Ologamasidae. Inga underarter finns listade i Catalogue of Life.